# Robert de Borgonya
Robert de Borgonya (1300- 1315) fou un comte de Borgonya sota regència de la seva mare la comtessa Mafalda d'Artois.

## Biografia
Va néixer el 1300. Fill del comte Otó IV de Borgonya i de la comtessa Mafalda d'Artois.
Tenia només tres anys quan el seu pare va morir a causa de les ferides rebudes en la batalla de Cassel contra els flamencs. Llavors el va succeir com a comte de Borgonya.
Va morir a l'edat de 15 anys i fous inhumat a l'abadia de Cherlieu. La seva germana Joana II de Borgonya, reina de França per matrimoni amb el rei Felip V de França el va succeir com a comtessa de Borgonya.